# Сякс'ярві
Сякс'ярві (фін. Sääksjärvi), озеро на території Лоймольського сільського поселення Суоярвського района Республіки Карелії

## Загальний опис
Площа озера — 2,7 км², площа басейна — 90,5 км². Розташовано на висоті 77,0 метра над рівнем моря.
Форма озера видовжена, лопатева, витягнута з південного сходу на північний захід. З півночі в озеро впадає річка Куопесоя (фін. Kuopesoja, яка несе в озеро води озер Руокоярві, Котаярві і інших.
З заходу із озера витікає ріка Уомасоя, яка протікає крізь озеро Раялампі і впадає в ріку Уксунйокі. Береги озера ізрізані, переважно скелясті. У північно-західній частині озера знаходиться острів Песянсаарі, в південно-східній — острів Куконсаарі.
Населені пункти на озері відсутні.
Вздовж південного берега озера проходить траса Р21 («Сортавала»).